# 柯斌
柯斌（1979年6月2日—），是已经退役的中国足球运动员，曾经担任上海九城的队长，帮助球队冲入了甲级联赛。2006赛季结束后，没有再出现在俱乐部名单。